# 東今宿村
東今宿村（ひがしいまじゅくむら）は、かつて愛知県海東郡に存在した村。
現在のあま市栄に該当する。

## 歴史
- 1881年（明治14年） - 今宿村が西今宿村と分立し東今宿村が成立。
- 1889年（明治22年）10月1日 - 町村制の施行により、東今宿村が発足。
- 1906年（明治39年）7月1日 - 甚目寺村、萱津村、春富村、白鷹村、新居屋村、森村が合併し、甚目寺村発足。同日東今宿村は廃止。

## 経済

### 産業
商工業
- 松本久七（皮革）[1]